# UKUI
UKUI est un environnement de bureau formé de MATE associé à Qt et à Unix/BSD. UKUI est maintenu par une administration chinoise. Il nécessite 2 Go de mémoire vive minimum. Il utilise toutes sortes de licences, essentiellement la licence GPL, voire LGPL, voire aucune licence définie pour certains paquets. Il est géré par Ubuntu Kylin Team qui est une équipe des administrations chinoises pour les supercalculateurs. On peut le télécharger sur Ubuntu et Debian.